# Ron Knight
Ronald Eugene Knight, detto Ron (4 agosto 1947), è un ex cestista statunitense, professionista nella NBA.

## Carriera
Venne selezionato dai Portland Trail Blazers al quinto giro del Draft NBA 1970 (76ª scelta assoluta).